# Dinátrium-tartarát
A dinátrium-tartarát a borkősav nátriummal alkotott vegyülete. Képlete: (Na2C4H4O6). Fehér kristályok formájában fordul elő.
Természetes úton egyes gyümölcsökben is előfordul, ipari mennyiségben a bortermelés melléktermékéből, a szőlő héjából állítják elő.
Az élelmiszeriparban emulgeálószerként, savanyúságot szabályozó anyagként és antioxidánsként alkalmazzák.
Sok élelmiszerben megtalálható, elsősorban cukrászipari termékekben, gyümölcsitalokban, kolbászokban, margarinokban és zselatinban.
Élelmiszerek esetén a napi maximum beviteli mennyisége 30 mg/testsúlykg.
A szervezetben egyáltalán nem szívódik fel, a vizelettel távozik.
A dinátrium-tartarát legelterjedtebb neve a nátrium-tartarát, mely valójában egy igen hasonló vegyületet, a mononátrium-tartarátot jelöl.